# Dirty Money (album)
Dirty Money è il quarto album in studio del gruppo hip hop statunitense Underground Kingz (UGK), pubblicato nel 2001.

## Tracce
1. Let Me See It – 4:13
2. Choppin' Blades – 4:46
3. Look at Me – 3:46
4. Ain't That a Bitch (Ask Yourself)[Edited] (featuring Devin the Dude) – 4:43
5. Gold Grill (featuring 8Ball & MJG) – 4:15
6. PA Nigga – 4:23
7. Holdin' Na (featuring C-Note) – 4:02
8. Don't Say Shit (featuring Big Gipp of Goodie Mob) – 4:36
9. Dirty Money – 4:53
10. Like a Pimp (featuring Juicy J & DJ Paul of Three 6 Mafia) – 4:54
11. Pimpin' Ain't No Illusion (featuring Kool Ace & Too Short) – 6:01
12. Take It Off (Bonus Track) – 3:30
13. Wood Wheel (Bonus Track) – 4:56
14. Money, Hoes & Power (featuring Jermaine Dupri) (Bonus Track) – 4:19